# Diploderma jiulongense
Diploderma jiulongense — вид ігуаноподібних ящірок родини агамових (Agamidae). Ендемік Китаю. Описаний у 2023 році.

## Поширення і екологія
Diploderma jiulongense відомі з типової місцевості, розташованої в районі містечка Яндай в повіті Цзюлун у Гарцзе-Тибетській автономній префектурі в провінції Сичуань, на висоті 1680 м над рівнем моря. Вони живуть в сухих долинах у верхів'ях річки Ялунцзян, серед каміння.